# Сервера-дель-Ріо-Алама
Сервера-дель-Ріо-Алама (ісп. Cervera del Río Alhama) — муніципалітет в Іспанії, у складі автономної спільноти Ла-Ріоха. Населення — 2923 осіб (2009).
Муніципалітет розташований на відстані близько 230 км на північний схід від Мадрида, 65 км на південний схід від Логроньйо.

## Демографія
Динаміка населення (INE ):

## Галерея зображень

Розташування муніципалітету
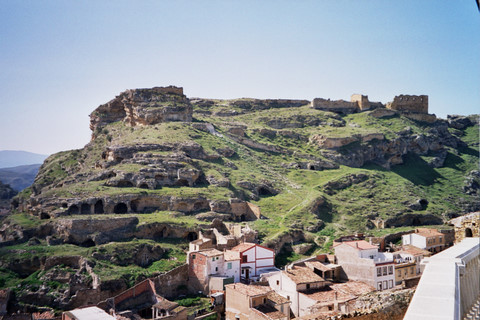
Замок Сервери